# Den europeiska landskapskonventionen
Europeiska landskapskonventionen är en konvention mellan ett antal europeiska stater. Den har tillkommit på initiativ av Europarådet och överenskommelsen fattades vid ett av rådets möten, i Florens 20 oktober 2000. Den har sedan dess undertecknats av 40 länder och 37 länder har också ratificerat konventionen. Därmed har den trätt i kraft, för vilket krävdes tio ratifikationer, vilket uppnåddes 1 mars 2004. Sverige ratificerade konventionen 12 november 2010. Det betyder att Sverige förbundit sig att följa konventionens regler vid all landskapsplanering och –vård (skydd).

## Konventionens politiska innebörd
Syftet med konventionen är att skapa en gemensam europeisk ram för arbetet med de europeiska landskap som är utsatta för ett förändringstryck genom samhällsutvecklingen och/eller på något sätt i sin tur kan påverka den. Konventionen gäller alla landskap, från tätt bebyggda områden till helt obefolkade,  landskap som anses synnerligen värdefulla och landskap som är vanskötta eller av andra skäl har en så negativ prägel att ingen av den anledningen i vardagligt tal skulle beteckna dem som landskap.
Landskapskonventionen gäller med andra ord alla typer av landskap som människor möter i sin vardag, eller kan välja att vistas i på sin fritid. Konventionen förutsätter att det lokala landskapet i någon mening utgör en grund för en gemensam europeisk identitet. Konventionen lyfter därför särskilt fram målet att stärka möjligheterna för allmänhetens och lokalsamhällets aktiva demokratiska medverkan i arbetet med skydd, förvaltning och planläggning av landskap. Det betyder i klartext att arbetet med att omsätta de politiska målen i praktiken kommer att bli en fråga för kommuner och andra lokala organisationer.

## Konventionens praktiska konsekvenser
Konventionen förutsätter ett antal generella åtgärder:
- Att landskapets roll som identitetsskapande element i människors livsmiljö och uttryck för det gemensamma kulturarvet i ett mångkulturellt samhälle prioriteras i lagstiftingen.
- Att landskapets skydd, planering och förvaltning, verkställs utifrån utvecklingsbara och realistiska politiska mål.
- Att landskapet integreras som ett tema i all planerings- och sektorspolitik som påverkar det direkt eller indirekt.
- Att demokratiska processer för den lokala allmänhetens, kommuners och regionala myndigheters samt övriga intressenter möjligheter att delta i arbetet utvecklas och nyttjas.

Konventionen talar också om specifika åtgärder för konkret och målinriktad uppföljning, vilket uttrycks som att man måste utveckla:
- Medvetenhet om landskapens värden hos allmänhet, näringsliv och myndigheter.
- Kompetens hos experter och allmänhet i näringsliv och offentlig sektor samt i skolan.
- Kunskap genom kartläggning och värdering, med deltagande av allmänhet, sakkunniga och förvaltning.
- Kvalitetsmål för vissa landskap, utvalda genom processer där både allmänhet och förvaltning deltar.
- Andra ”nödvändiga”, men opreciserade, åtgärder för att nå målen.

Övergripande mål för konventionen förefaller vara att man ska övergå från ett objektsorienterat synsätt i samhällsplaneringen till planering utifrån en helhetssyn och att en del av makten över besluten ska flyttas från statliga och regionala myndigheter till lokala myndigheter och de enskilda medborgarna.

## Arbetet med införandet
Landskapskonventionen kommer efter ratificering att påverka alla svenska myndigheter som på något sätt deltar i samhällsplanering och beslutsfattande om det, vare sig de i nuläget är medvetna om det eller ej. Regeringen har gett Riksantikvarieämbetet uppdraget att ta fram en plan för hur konventionen ska införas i Sverige. Det betyder inte att förändringarna enbart kommer att beröra det som trditionellt kallas kulturmiljöer, d.v.s. gamla byggnader, fornlämningar och liknande. Konventionens perspektiv är framåtriktat och bevarande av kulturminnen utgör därmed endast en liten del av det som konventionen reglerar.